# Kirby Stone Four
Die Kirby Stone Four waren ein US-amerikanisches Vokalensemble, das in den 1950er und den frühen 1960er Jahren populär war.
Der Sänger Kirby Stone (* 27. April 1918 in New York; † 13. Juli 1981) gründete die Gruppe in den Jahren nach dem Zweiten Weltkrieg mit Eddie Hall, Mike Gardner und Larry Forster und begann, mit ihr im Raum New York aufzutreten. Sie erschienen zunächst in lokalen Fernsehsendern, schließlich in der Ed Sullivan Show und erhielten zunächst bei dem kleinen Label Cadence Records einen Plattenvertrag, wo ihre Single S S S S' Wonderful/Raven und eine erste LP erschienen; 1958 wechselten sie zum Label Columbia Records. Es folgten mehrere Langspielplatten; ihre Version des Songs Baubles, Bangles and Beads wurde 1958 ein Hiterfolg in den Vereinigten Staaten und erreichte #25 in den Billboard Hot 100. Der Song wurde auch für die Grammy Awards nominiert. Nach dem Erfolg der Single gelangte das Album auf  #13 der Billboard 200. Es enthielt vorwiegend Showstücke, Pop- und Jazz-Standards wie In the Good Old Summertime, George Gershwins Bidin´ My Time oder Whispering von Vincent Rose.
Als Begleitmusiker wirkten bei den Aufnahmen der Kirby Stone Four das Orchester von Jimmy Carroll, das Kai Winding Quartett, Alvino Rey, Shelly Manne und Al Klink mit. In ihrem Ensemblestil vermischten sie Swing, Vocalese und frühen Rock & Roll, was dann als „The Go Sound“ firmierte. Bis in die Mitte der 1960er Jahre gastierten sie auch in Fernsehshows wie der Judy Garland Show. Danach geriet ihr Stil aus der Mode. 1966 nahmen sie noch ein Rock-&-Roll-Album mit The Tokens unter dem Gruppennamen United States Double Quartet auf. In dieser Zeit leitete Stone verschiedene Fernsehshows.
Einige ihrer Aufnahmen wurden auf CD bei Collectables Records wiederveröffentlicht.

## Diskografische Hinweise
- Man, I Flipped When I Heard the Kirby Stone Four (Cadence Records, 1958)
- Baubles, Bangles and Beads (Columbia, 1958)
- The Go Sound
- The Kirby Stone Touch